# اسپکتروم
اسپکتروم یا زد اکس اسپکتروم (به انگلیسی: ZX Spectrum) نوعی رایانه خانگی است.
این رایانه خانگی ۸ بیتی در آوریل سال ۱۹۸۲ توسط یک شرکت کوچک انگلیسی به نام شرکت تحقیقاتی سینکلر (به انگلیسی: Sinclair Research Ltd) و مدیریت سر کلایو سینکلر در انگلستان به بازار عرضه شد.
در طول مدت زمان توسعه و ساخت «زد اکس ۸۱ کالر» و «زد اکس ۸۲»، این سیستم با نام «زد اکس اسپکتروم» و توسط شرکت سینکلر عرضه گردید. اسپکتروم با برجسته کردن قابلیت پخش تصاویر رنگی خود در مقایسه با پخش تصاویر سیاه و سفید محصول قبلی (ZX81) به کاربران معرفی شد. این رایانه در ۸ مدل مختلف تولید گردید. اولین مدل این دستگاه با ۱۶ کیلوبایت رَم در سال ۱۹۸۲ وارد بازار شد و با Zx Spectrum ۱۲۸+۳ که دارای ۱۲۸ کیلوبایت حافظه به همراه یک دیسک گردان داخلی نیز بود در سال ۱۹۸۷ پایان گرفت. به‌طور کل بیش از ۵ میلیون از این دستگاه در دنیا فروخته شد.
اسپکتروم بدون شک اولین جریان در میان کامپیوترهای خانگی در انگلستان بوده‌است و از لحاظ اهمیت معادل کمودور ۶۴ در آمریکاست. معرفی زد اکس اسپکتروم منجر به توسعه نرم‌افزارها و سخت‌افزارها برای این دستگاه شد. با ورود این دستگاه انقلابی در صنعت کامپیوتر ایجاد گردید که اثرات آن هنوز قابل مشاهده و ملموس است. دادن اجازه رسمی جهت عرضه محصولات شبیه به این رایانه و اعطای نشان «شوالیه» به «کلایو سینکلر» جهت «ارائه خدمات به صنایع بریتانیا» نمونه‌ای از آثار این محصول می‌باشند.
کمودور ۶۴، Oric-1 و آتموس، بی‌بی‌سی میکرو و بعدها آمستراد سی‌پی‌سی به عنوان رقیبان رایانه اسپکتروم در بازار بریتانیا و در اوایل دهه ۸۰ میلادی مطرح شدند. از زمان عرضه اسپکتروم بیش از ۲۴۰۰۰ عنوان نرم‌افزاری تولید، و تا الان نیز ادامه داشته‌است (بیش از ۱۰۰ عنوان در سال ۲۰۱۲). در سال ۲۰۱۴ نیز یک صفحه کلید بلوتوث برای اسپکتروم معرفی گردید.
ZX Spectrum با ظاهری ساده تفاوت عمده‌ای با نسل پیشین خود داشت. این کامپیوتر علاوه بر اینکه کیفیت و گرافیک بهتری داشت، نخستین کامپیوتر رنگی این کمپانی بود. همچنین اسپکتروم سبک‌ترین و نازک‌ترین کامپیوتر آن زمان در بازار بود. اما نکته دیگری که این کامپیوتر را به یکی از سیستم‌های موفق زمان خود تبدیل کرد، قیمت ارزان آن بود: ۱۲۵ پوند برای دستگاهی با ۱۶ کیلوبایت رم و ۱۷۵ پوند برای مدل ۴۸ کیلوبایت؛ یعنی چیزی حدود نصف قیمت رقبای خود.
سه نفر در موفقیت این کامپیوتر نقش داشتند؛ «کلایو سینکلر»، بنیان‌گذار شرکت تحقیقاتی سینکلر، «ریچارد التواسر»، مهندس و «ریک دیکینسون»، طراح صنعتی این دستگاه. این کامپیوتر به عنوان دستگاهی آموزشی بازاریابی می‌شد، اما عملاً بیشتر خریداران آن برای بازی‌های کامپیوتری سراغ آن رفتند.
در نخستین نقدها دربارهٔ این کامپیوتر، ارزان بودن و ظاهرش به عنوان نقاط مثبت آن برشمرده می‌شد، اما بسیاری دربارهٔ صفحه کلیدش نظر مثبتی نداشتند.
کلیدهای صفحه کلیدهای نخستین نسخه‌های اسپتکروم لاستیکی بودند.
در سال ۱۹۸۳ سینکلر، ZX Microdrive را عرضه کرد که این قابلیت را داشت که اطلاعات را بر روی کارتریج ذخیره کند.
در سال ۱۹۸۶ کلایو سینکلر کمپانی اش را به آمستراد که مالک آن «آلن شوگر» بود فروخت.
نخستین لپ‌تاپ اسپکتروم در سال ۱۹۸۸ به بازار آمد.

## سخت‌افزار

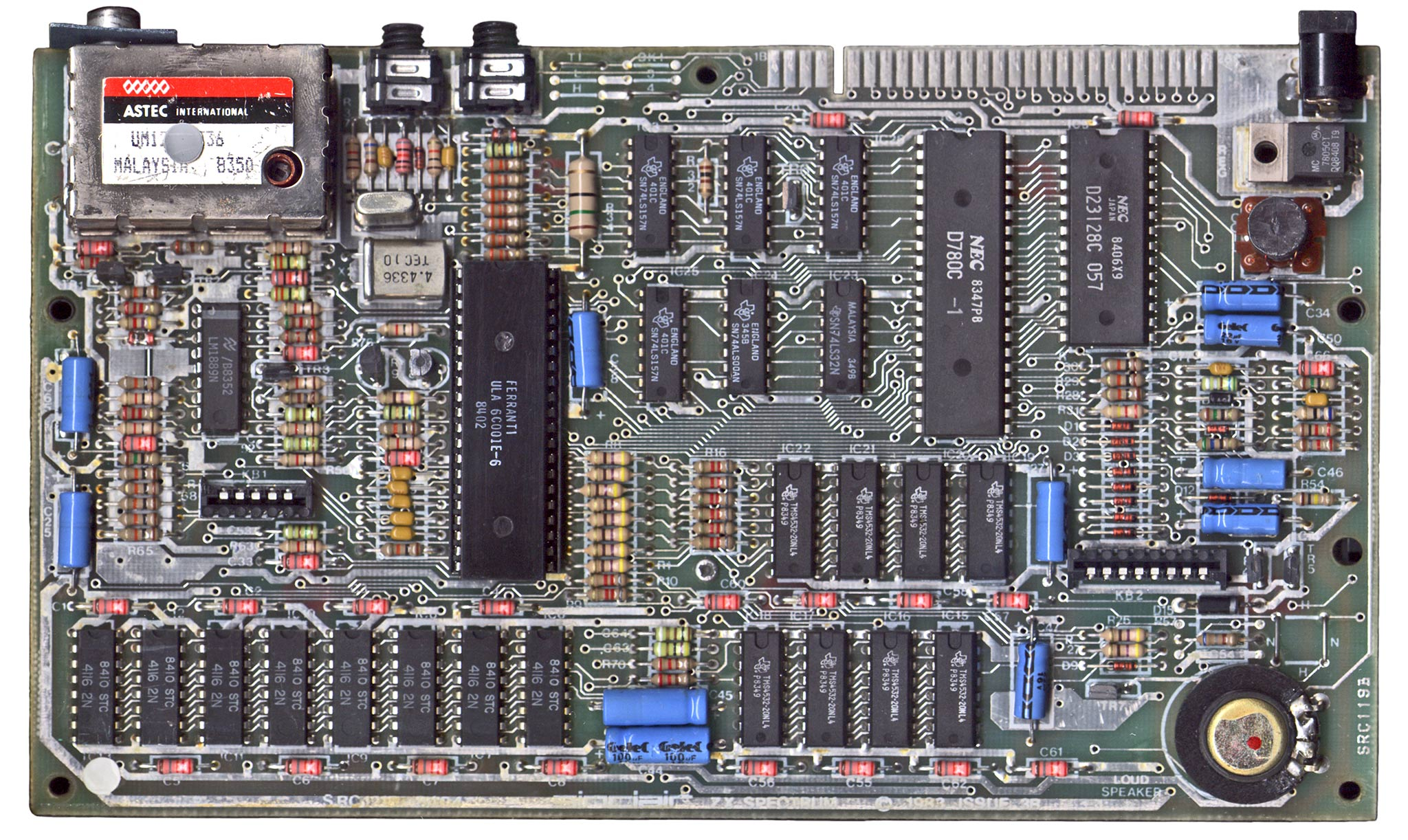
مادربورد «زد اکس اسپکتروم 48K» (توزیع 3B - ۱۹۸۳ سینک گرمایی از روی مادربورد برداشته شده‌است)

اسپکتروم بر پایه تراشه «زیلاگ زد ۸۰» به عنوان CPU و در سرعت ۳٫۵ مگاهرتز طراحی شده‌است. مدل اصلی اسپکتروم دارای ۱۶ کیلوبایت حافظه رام (۱۶×۱۰۲۴ بایت) و ۱۶ یا ۴۸ کیلوبایت حافظه رَم است. سخت‌افزار این سیستم توسط «ریچارد آلتواسر» از شرکت تحقیقاتی سینکلر طراحی و نمای خارجی اسپکتروم توسط «ریک دیکینسون» (طراح صنعتی شرکت سینکلر) طراحی گردیده‌است.
خروجی ویدئوی این رایانه از میان یک مدولاسیون فرکانس تلویزیونی (آراف) عبور می‌کند و طوری طراحی شده بود که بتوان از این رایانه در تلویزیون‌های آن زمان و برای نمایش صفحه رنگی ساده، به راحتی استفاده کرد. متن تولید شده در اسپکتروم در ۳۲ ستون و ۲۴ ردیف از کاراکترها به نمایش در می‌آید، این کاراکترها از «ست کاراکترهای داخلی اسپکتروم» یا از داخل یک برنامه استخراج می‌شوند. کاراکترها از یک پلت که دارای ۱۵ سطح از سایه هستند (هفت رنگ در دو سطح از شفافیت برای هر کدام به علاوه رنگ سیاه) منتشر می‌شوند. رزولوشن اسپکتروم ۲۵۶×۱۹۲ به همراه محدودیت رنگ ذکر شده‌است، به جهت آزاد نگه داشتن حافظه دستگاه، رنگ‌ها در بخش جداگانه‌ای از «بیت مپ پیکسلی» و در یک رزولوشن پایین ذخیره می‌شود. این بخش، از یک جدول ۳۲×۲۴ خانه تشکیل شده که دقیقاً مطابق بر تعداد ستون‌ها و ردیف‌های کاراکتر سیستم است. به عنوان مثال تمام پیکسل‌هایی که یک کاراکتر ۸×۸ را تشکیل می‌دهند از یک رنگ برای پیش زمینه و یک رنگ برای پس زمینه استفاده می‌کنند. «ریچارد التواسر» پس از طراحی این تکنیک در اسپکتروم، حق ثبت آن را به نام خود ثبت کرد.
در این رایانه یک «خصیصه» وجود دارد که شامل یک رنگ پیش زمینه، یک رنگ پس زمینه، یک سطح از شفافیت (معمولی یا درخشان) و یک «فلگ» چشمک زن (که وقتی فعال شود باعث جابجایی بین دو رنگ می‌شود) است. این یک ویژگی خاص در رایانه اسپکتروم است که برنامه و بعضی از بازی‌ها با وجود این محدودیت ساخته شدند. سیستم‌های هم عصر اسپکتروم، مانند کمودور ۶۴ و آمستراد سی پی سی از این محدودیت رنج نمی‌بردند. کمودور ۶۴ از خصوصیات رنگ مشابه استفاده می‌کرد، اما دارای یک حالت گرافیکی چند رنگ، توانایی ساخت اسپرایت‌های سخت‌افزاری و حرکت صفحه نمایش به صورت سخت‌افزاری بود که همین موارد باعث می‌شد تا کمودور ۶۴ با مشکل و محدودیت اسپکتروم درگیر نباشد.
خروجی صدای این رایانه یک «مولد بیپ» است که البته توانایی پخش ۱۰ اکتاو مختلف بر روی یک کانال را داراست. البته بعضی نرم‌افزارهای تولید شده قادر به تولید دو کانال از سخت‌افزار صوتی اسپکتروم بودند. این سیستم همچنین شامل یک «ادج کانکتور» گسترش باس و یک درگاه ورودی/خروجی ۳٫۵ میلی‌متری صدا برای ارتباط با یک دستگاه ضبط‌کننده نوار کاست (جهت ذخیره کردن و بارگذاری اطلاعات و برنامه‌ها از روی نوار کاست) است. درگاه ورودی "ear" این سیستم قابلیت استفاده از هدفون و میکروفون را به کاربر می‌دهد.

## ثابت افزار
مفسر زبان بیسیک در حافظه رام این دستگاه ذخیره شده‌است (به اضافه روتین‌های اصلی سیستم). این مفسر توسط «استیو ویکرز» و بر طبق قراردادی که با شرکت «ناین تایل» بسته بود، نوشته شده‌است. بخش بالای صفحه کلید سیستم (که شباهت به کلیدهای ماشین حسابی دارد) به نام «کلیدهای بیسیک» نامیده می‌شود. برای مثال کاربر وقتی در حالت برنامه‌نویسی قرار دارد با فشردن کلید "G"، دستور GOTO زبان بیسیک را وارد می‌کند.
مفسر بیسیک این سیستم، نسخه توسعه یافته مورد استفاده در رایانه ZX81 است. البته نسخه «بیسیک اسپکتروم» دارای تعداد بسیار زیادتری از دستورها و قابلیت‌هایی است که استفاده از آن را راحت‌تر می‌سازد. «ست کاراکتر اسپکتروم» نیز نسخه توسعه یافته رایانه ZX81 است که البته قابلیت تایپ حروف کوچک را نداشت. «بیسیک اسپکتروم» شامل کلیدواژه‌های زیادتری است که جهت پخش صدا و تصویر مورد استفاده قرار می‌گیرند. اینترفیس کاست دستگاه نیز بهبودهایی یافته و سرعت ذخیره‌سازی و بارگذاری اطلاعات در آن حدود پنج برابر سریعتر از رایانه ZX81 انجام می‌پذیرد. (سرعت انتقال داده در اسپکتروم ۱۵۰۰ بیت بر ثانیه و در رایانه ZX81 حدود ۳۰۷ بیت بر ثانیه است) و بر خلاف ZX81 توانایی پخش تصاویر بر روی تلویزیون به صورت همزمان هنگام ذخیره‌سازی بر روی نوار کاست را نیز دارد. علاوه بر ذخیره برنامه‌ها، اسپکتروم توانایی ذخیره محتویات آرایه‌ها و محتویات هر قسمت از حافظه را نیز دارا است.

## مدل‌های شرکت تحقیقاتی سینکلر

### طرح‌های پیش تولید
قبل از طراحی نهایی «زد اکس اسپکتروم»، ریک دیکینسون طرح‌های متفاوت زیادی برای پروژه ZX82 ارائه نمود. تعدادی از کلیدهای صفحه کلید در طول مراحل طراحی تعییر پیدا کردند، از جمله کلید ARC به CIRCLE، کلید FORE به INK و کلید BACK به PAPER تغییر یافتند. اسپکتروم از تعدادی از المنت‌های طراحی ZX81 استفاده مجدد نمود: کد حافظه رام برای محاسبه ممیز شناور و نمایش پارسر که عملکرد آن‌ها در اسپکتروم بسیار شبیه ZX81 است. عملیات رمزگشایی ساده صفحه کلید و اینترفیس کاست بسیار شبیه به هم بودند (با وجود اینکه بعداً برای افزایش سرعت ذخیره و بازیابی اطلاعات، مجدداً برنامه‌نویسی شدند). مدار مجتمع ULA اسپکتروم نیز با وجود پیشرفت‌هایش، شباهت زیادی به نسخه ZX81 داشت: یک سخت‌افزار بر پایه «مولد راستر تلویزیون» (به همراه رنگ) که به‌طور غیر مستقیم باعث افزایش چهار برابری سرعت پردازش نسبت به ZX81 می‌شد. یک اشکال نرم‌افزاری در ULA باعث می‌شد که صفحه کلید به‌طور دائم نتواند به اسکن ورودی کلیدها بپردازد، این مشکل توسط یک برد مدار چاپی کوچک (موسوم به سوسک مرده) که کنار «سی پی یو» مادربوردهای اصلاحی اسپکتروم نصب می‌شد، حل گردید.

### زد اکس اسپکتروم 16K/48K

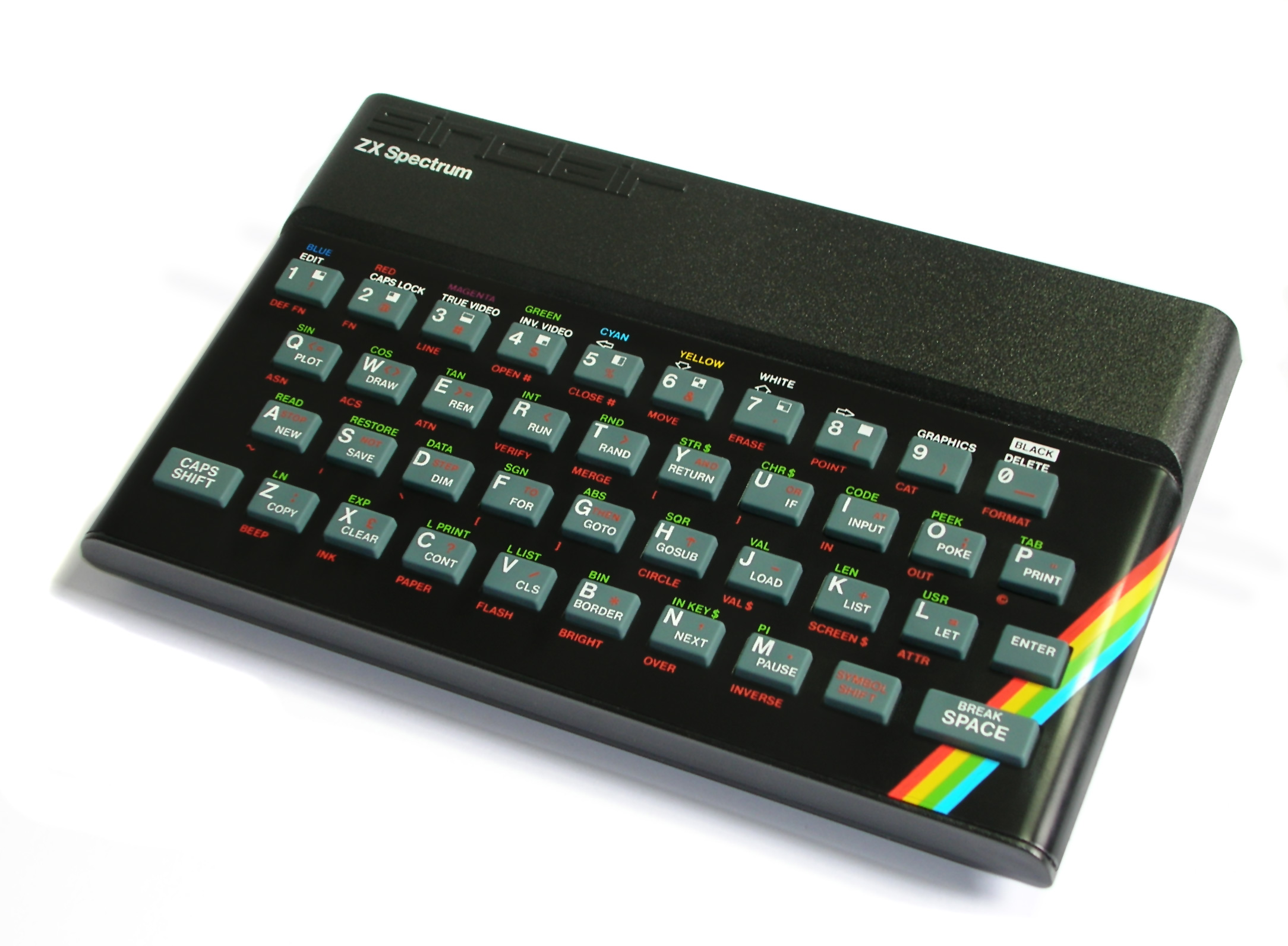
زد اکس اسپکتروم 16K/48K (ابعاد به میلی‌متر: ۲۳۳×۱۴۴×۳۰ (طول×عرض×پهنا)، وزن: حدود ۵۵۲ گرم)

اسپکتروم اصلی با مشخصه‌های ویژه خود مانند صفحه کلید لاستیکی، ابعاد کوچک رایانه و نقش ویژه رنگین کمان درج شده در کنار دستگاه، به یاد آورده می‌شود. این سیستم در تاریخ ۲۴ آوریل ۱۹۸۲ با ۱۶ کیلوبایت حافظه رَم به قیمت ۱۲۵ پوند یا ۴۸ کیلوبایت حافظه رم به قیمت ۱۷۵ پوند عرضه گردید که البته بعد از مدتی قیمت آن‌ها به ترتیب به ۹۹ و ۱۳۹ پوند کاهش پیدا کرد. صاحبان مدل ۱۶ کیلوبایت می‌توانستند یک ارتقاء داخلی از حافظه رم دستگاه به میزان ۳۲ کیلوبایت داشته باشند. بعد از مدتی سیستم‌های اصلاح شده این مدل دارای ۸ تراشه داینامیک رم و تعدادی تراشه بر پایه ساختار TTL بودند. کاربران مدل ۱۶ کیلوبایت می‌توانستند رایانه‌های خود را به شرکت سینکلر پست کرده تا آن را به مدل ۴۸ کیلوبایت ارتقاء دهند. مدل‌های بازبینی شده بعدی دارای ۶۴ کیلوبایت حافظه بودند اما طوری پیکربندی شده بودند که فقط ۴۸ کیلوبایت آن قابل استفاده باشد. همچنین بعضی از شرکت‌های تولیدکننده «طرف سوم» تعداد بسیار کمی حافظه خارجی ۳۲ کیلوبایتی تولید کردند که از طریق شیار توسعه بعضی از مدل‌های نایاب قابل نصب بودند. هر دو مدل این سیستم‌ها دارای ۱۶ کیلوبایت حافظه رام به صورت نصب شده بر روی مادربورد بودند.
حدود ۶۰۰۰۰ دستگاه از اسپکتروم اصلاح شده با نام "شماره ۱" ساخته شده که علامت مشخصه آن‌ها رنگ کلیدهای صفحه کلید است (خاکستری روشن برای مدل شماره ۱ و خاکستری مایل به آبی برای مدل‌های بعدی).
تمام مدل‌های رایانه سینکلر دارای یک خروجی و ورودی صدا بودند که به نام‌های "ear" و "mic" بر روی دستگاه مشخص شده‌اند. برای بارگذاری برنامه‌های تولید شده توسط شرکت‌های سازنده، نیاز به یک دستگاه «ضبط کننده کاست» هست که باید آن را جداگانه تهیه و به رایانه متصل نمود. هنگامی که هدفون یا میکروفون به سوکت‌های صوتی دستگاه متصل شوند، همچنان صدای داخلی این رایانه فعال باقی مانده و از کار نمی‌افتد.

### زد اکس اسپکتروم+

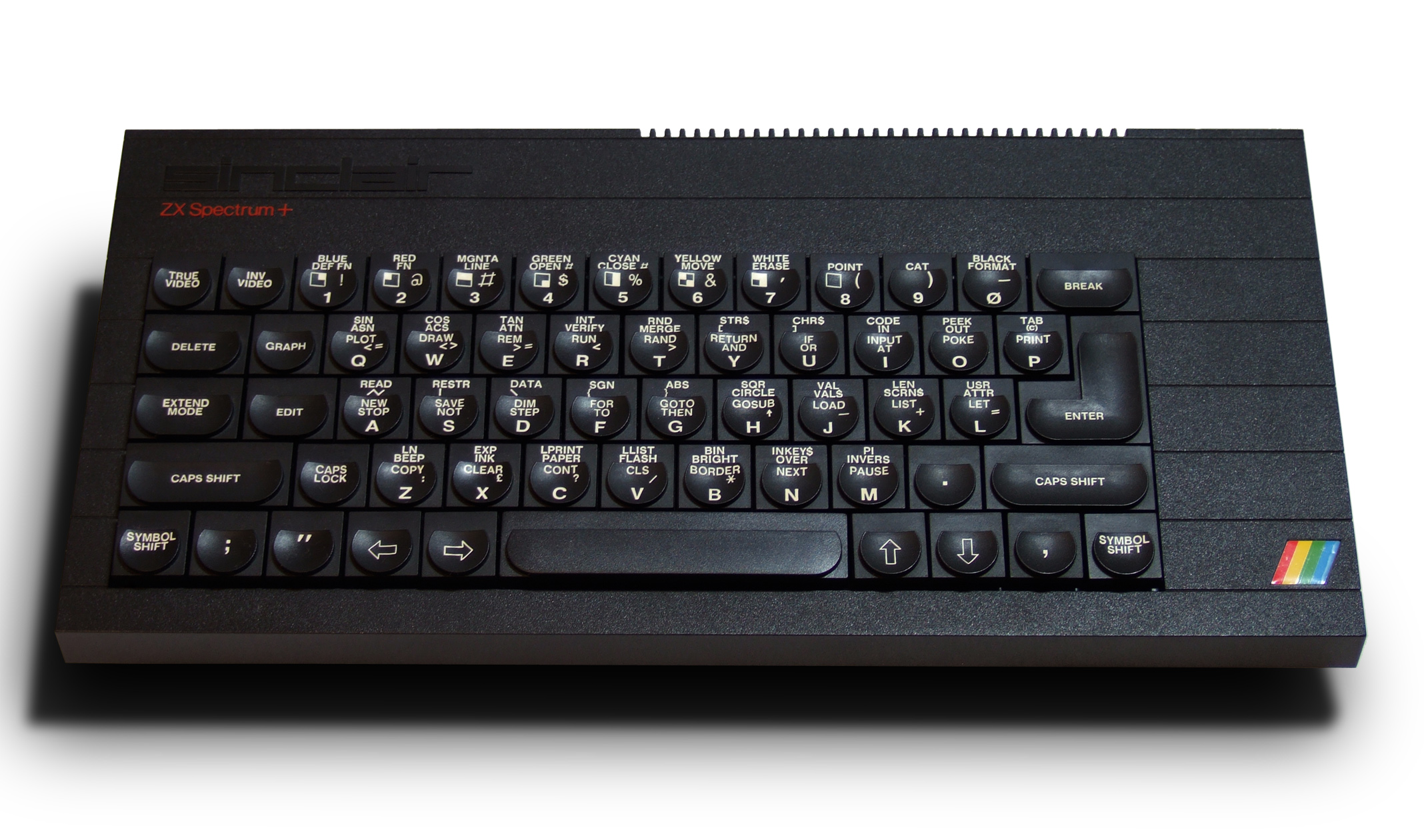
زد اکس اسپکتروم+ (ابعاد به میلی‌متر: ۳۱۹×۱۴۹×۳۸ (طول×عرض×پهنا))

ایده اولیه «زد اکس اسپکتروم +» در ژوئن ۱۹۸۴ زده شد و دستگاه تکمیل شده در اکتبر همان سال عرضه گردید. این دستگاه ۴۸ کیلوبایتی (با کد رمز TB) دارای یک کیس جدید (شبیه به مدل اسپکتروم QL) به همراه یک صفحه کلید «قالب تزریقی» و یک دکمه «راه‌اندازی مجدد» که در واقع یک سوئیچ تخلیه‌کننده خازن «سی پی یو» است، می‌باشد. از نظر الکترونیکی این مدل شبیه مدل ۴۸ کیلوبایت اسپکتروم اورجینال بود و امکان تعویض مادربورد بین «اسپکتروم +» و «اسپکتروم» اورجینال با هزینه حدود ۱۷۹٫۹۵ پوند وجود دارد. همچنین یک کیت تعویضی برای ماشین‌های قدیمی تر نیز در دسترس بود که کاربران می‌توانستند به‌طور شخصی اقدام به تعویض آن نمایند.

### زد اکس اسپکتروم ۱۲۸

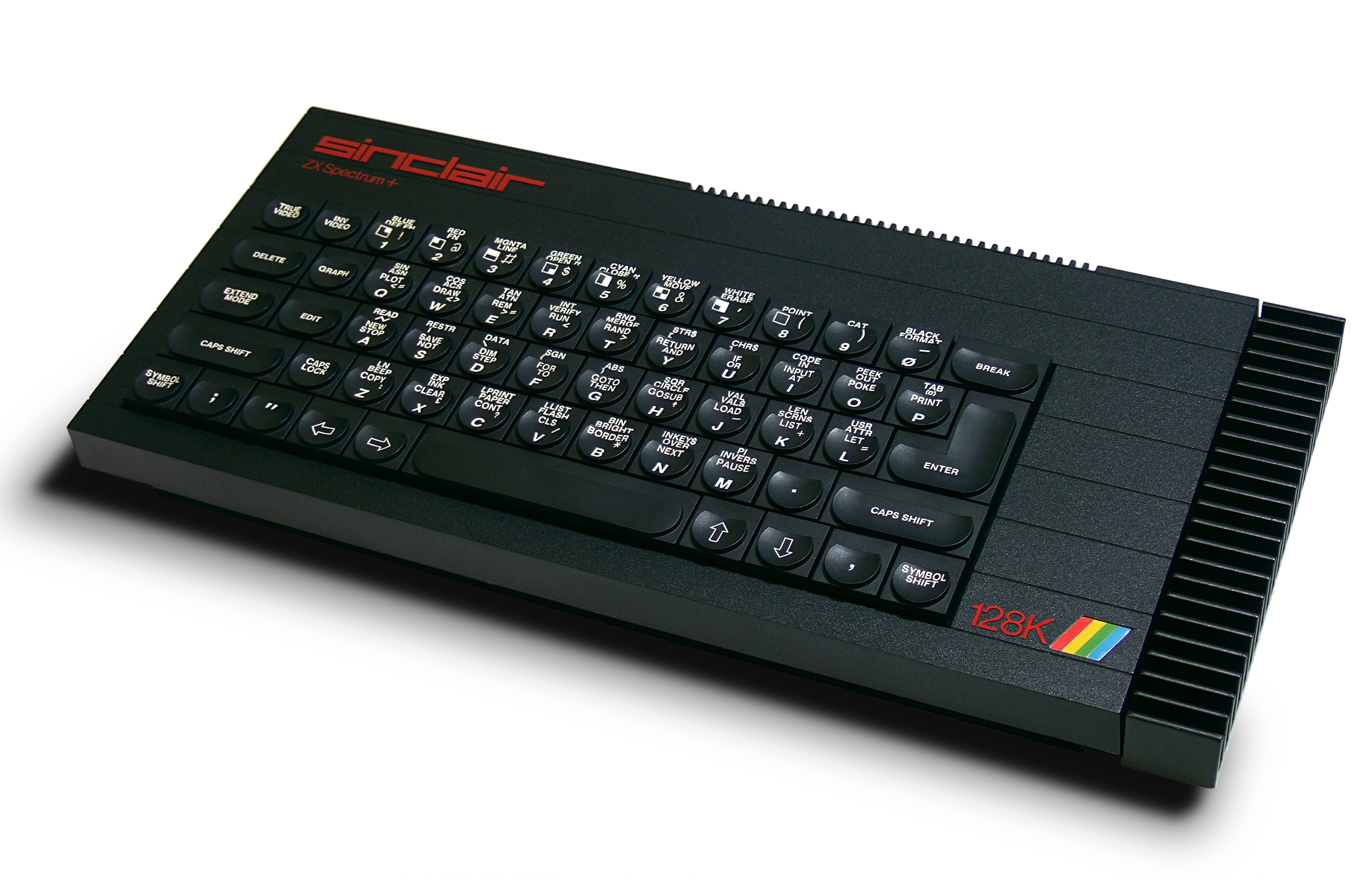
زد اکس اسپکتروم ۱۲۸

شرکت سینکلر رایانه «اسپکتروم ۱۲۸» (کد رمز دربی) را با همکاری شرکت «اینوسترونیکا» در اسپانیا توزیع نمود. «اینوسترونیکا» اقدام به عرضه و سازگار نمودن رایانه Spectrum+ با بازار اسپانیا نمود، زیرا دولت اسپانیا قوانین مالیاتی جدیدی برای رایانه‌های دارای حافظه ۶۴ کیلوبایت یا کمتر وضع کرده بود. همچنین قانون دیگری وضع شده بود که تمام رایانه‌های فروخته شده در اسپانیا را ملزم به پشتیبانی از حروف اسپانیایی و نمایش پیام‌ها به زبان اسپانیولی می‌کرد.
شکل ظاهری «اسپکتروم ۱۲۸» شبیه مدل «اسپکتروم +» بود البته به استثناء یک هیت سینک بزرگ خارجی جهت دفع گرمای تنظیم‌کننده ولتاژ ۷۸۰۵ که با یک هیت سینک داخلی در قسمت راست کیس تعویض گردیده‌است.
قابلیت‌های جدید این مدل شامل ۱۲۸ کیلوبایت حافظه رَم، صوت سه کاناله از طریق تراشه AY-3-8912، سازگاری با میدی، یک درگاه سریال RS-232، یک درگاه خروجی «آر جی بی» نمایشگر، ۳۲ کیلوبایت حافظه رام (شامل یک ویرایشگر بیسیک بهبود یافته) و یک کی‌پد خارجی است.
این سیستم برای اولین بار در سپتامبر ۱۹۸۵ و در نمایشگاه SIMO '85 (اسپانیا) معرفی و همان زمان هم با قیمت ۴۴٬۲۵۰ پزوتا عرضه گردید. به دلیل به فروش نرفتن تعداد زیادی دستگاه «اسپکتروم +» در بریتانیا، شرکت سینکلر تصمیم گرفت که فروش و عرضه اسپکتروم ۱۲۸ را در بریتانیا تا ژانویه ۱۹۸۶ به تعویق بیندازد و سپس آن را با قیمت ۱۷۹٫۹۵ پوند به فروش برساند. ضمن اینکه مدل عرضه شده در بریتانیا فاقد کی‌پد خارجی موجود در مدل‌های دیگر بود
تراشه سی پی یو «زد۸۰» به کار رفته در اسپکتروم، یک تراشه ۱۶ بیتی است که فقط توانایی آدرس دهی ۶۴ کیلوبایت حافظه را به‌طور مستقیم دارد. برای حل مشکل ۸۰ کیلوبایت حافظه اضافه، طراحان اقدام به استفاده از روش «Bank switching» نمودند که طی آن حافظه سیستم به ۸ صفحه ۱۶ کیلوبایتی تقسیم و در بالای فضای آدرس دهی قرار می‌گرفت. این روش در قسمت حافظه رام و بین ۱۶ کیلوبایت ویرایشگر و ۱۶ کیلوبایت رام بیسیک نیز انجام پذیرفت و در قسمت پایین فضای آدرس دهی قرار گرفت.
تراشه جدید صوتی و توانایی خروجی میدی این رایانه با استفاده از دستور PLAY در بیسیک رایانه، به هم مرتبط و دستور جدید SPECTRUM به سیستم اضافه گردید تا به وسیله این دستور بتوان به حالت ۴۸ کیلوبایت در این کامپیوتر سوئیچ نموده که در این حالت برنامه بیسیک دست نخورده باقی می‌ماند (در ضمن پس از رفتن به حالت ۴۸ کیلوبایت امکان بازگشت به حالت ۱۲۸ کیلوبایت وجود ندارد). برای فعال کردن برنامه بیسیک و دستیابی به حافظه اضافی سیستم، یک دیسک مجازی به نام «دیسک رم» در جایی که فایل‌ها، در قسمت ۸۰ کیلوبایت حافظه رم ذخیره می‌شدند، ایجاد کردند.
مدل «اسپکتروم ۱۲۸» برخلاف مدل‌های قبلی اسپکتروم، بلندگوی داخلی ندارد و به جای آن صدا از بلندگوهای تلویزیون پخش می‌شود.
نسخه اسپانیایی این مدل دارای یک لوگوی "128K" به رنگ سفید دارد، در حالیکه رنگ این لوگو در نسخه بریتانیایی قرمز است.

## مدل‌های شرکت آمستراد

### زد اکس اسپکتروم +۲

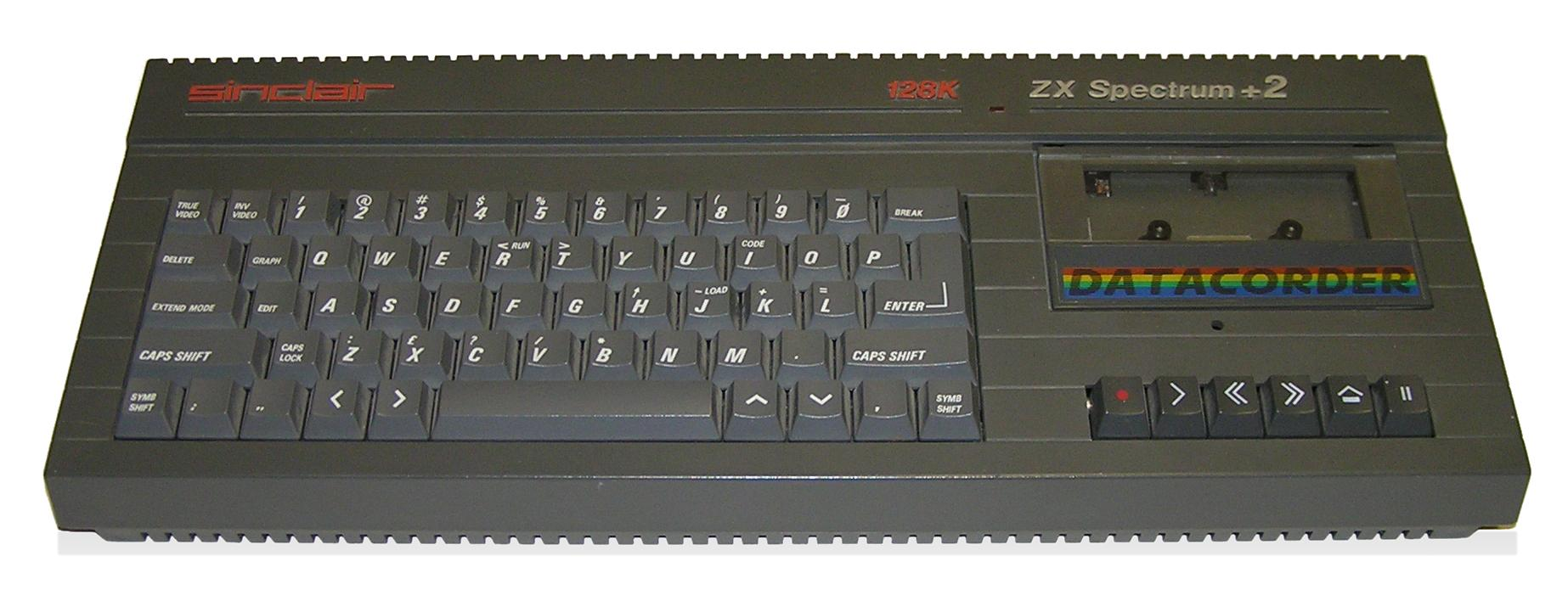
زد اکس اسپکتروم +۲

رایانه «زد اکس اسپکتروم +۲» اولین مدل تولید شده توسط شرکت آمستراد است (که مدت کوتاهی بعد از به دست آوردن برند «سینکلر» توسط آمستراد در سال ۱۹۸۶ اتفاق افتاد). این سیستم دارای یک بدنه جدید خاکستری رنگ، دو درگاه جوی استیک، و یک ضبط‌کننده داخلی کاست با نام «دیتاکودِر» (مانند آمستراد سی پی سی ۴۶۴) است. صفحه منوی اصلی فاقد گزینه "Tape Test" است، ضمن اینکه پیام جدیدی شامل «کپی رایت آمستراد ۱۹۸۶» در حافظه رام قرار داده شده‌است، این تغییرات باعث ناسازگاری‌های کوچکی در بعضی برنامه‌ها گردیده که باید به آدرس‌های معینی در حافظه رام دسترسی داشته باشند. بهای تولید این رایانه کاهش داشته و به همین دلیل قیمت این سیستم در خرده فروشی‌ها با کاهش به ۱۳۹–۱۴۹ پوند رسیده بود.
صفحه کلید جدید بر عکس اسپکتروم‌های پیشین، فاقد علامت‌های بیسیک چاپ شده بر روی کلیدها بود (به جز کلیدهای LOAD, CODE و RUN که برای بارگذاری نرم‌افزارها بسیار مورد استفاده بودند) این رایانه همچنین دارای یک منوی شبیه به «اسپکتروم ۱۲۸» است که قابلیت سوئیچ و جابجایی بین حالت برنامه‌نویسی ۴۸ کیلوبایت و ۱۲۸ کیلوبایت را دارد.
«جعبه تأمین نیرو» اسپکتروم +۲ یک نسخه خاکستری رنگ از «جعبه تأمین نیرو»‌های اسپکتروم+ و اسپکتروم ۱۲۸ است.

### زد اکس اسپکتروم +2A

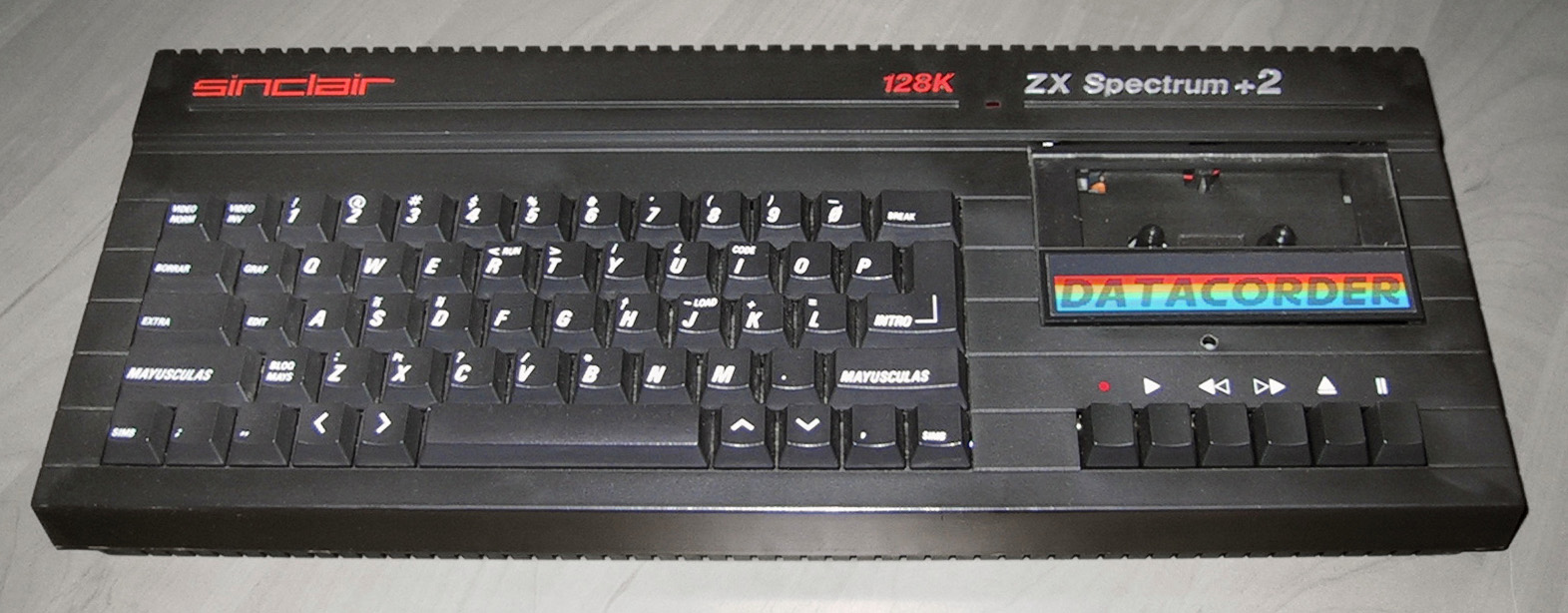
زد اکس اسپکتروم +2A

رایانه «زد اکس اسپکتروم +2A» یکی از مدل‌های گوناگون «اسپکتروم +۳» بود که در قالب یک کیس مشکی رنگ «اسپکتروم +۲» قرار داده شد. مادربورد Spectrum +2A/+3 طوری طراحی شده بود که بتواند بدون کنترلر فلاپی دیسک یا «دیتاکودِر» مورد استفاده در اسپکتروم +۲ کار کند. شرکت آمستراد در اصل قرار بود یک اینترفیس دیسک با عنوان AMSTRAD SI-1 برای رایانه‌های +2A و +2B عرضه کند ولی هرگز این ایده عملی نشد. اگر یک گرداننده دیسک خارجی به این سیستم اضافه شود، منوی سیستم عامل اسپکتروم +2A تبدیل به سیستم عامل +۳ خواهد شد.
جعبه تأمین نیروی این رایانه بسیار شبیه جعبه مورد استفاده در اسپکتروم +۳ است که بر روی بدنه آن عبارت "Sinclair +2" نوشته شده‌است.

### زد اکس اسپکتروم +۳

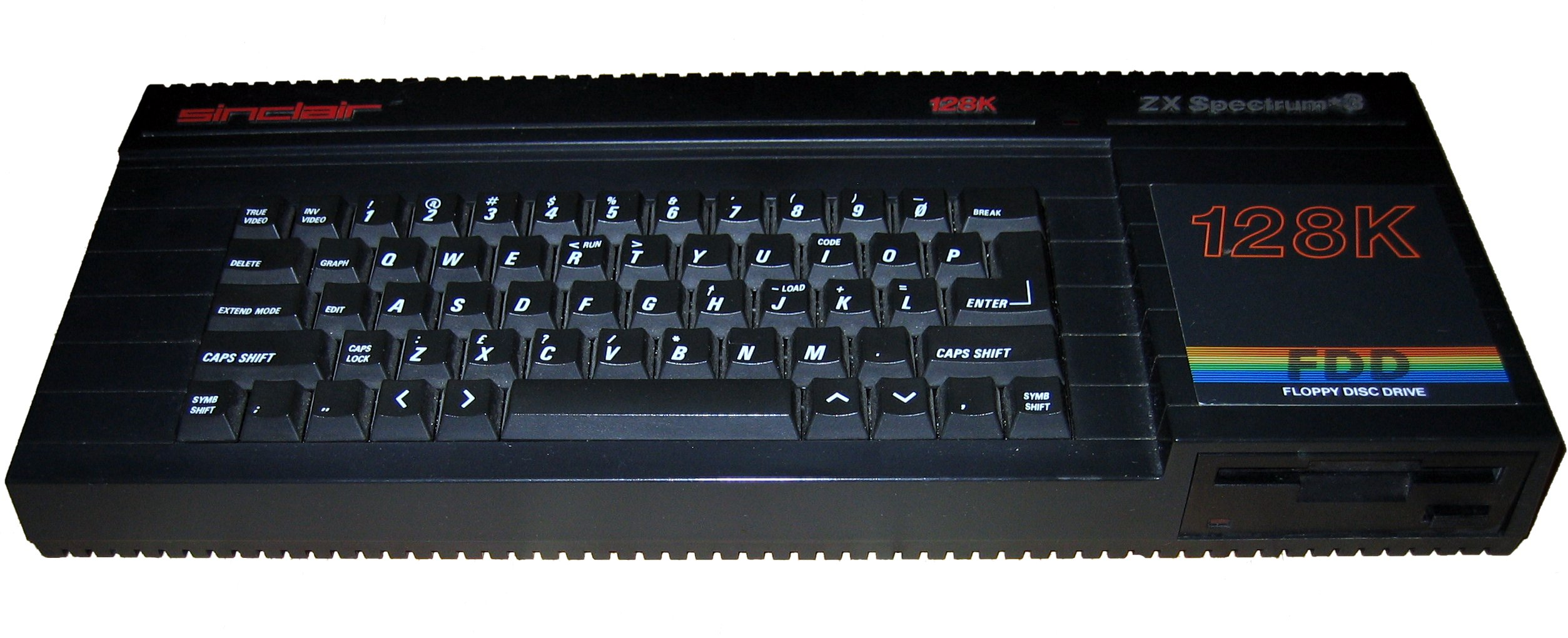
زد اکس اسپکتروم +۳

«زد اکس اسپکتروم +۳» از نظر ظاهری شباهت زیادی با اسپکتروم +۲ دارد اما ویژگی مهم آن وجود یک گرداننده داخلی ۳ اینچ فلاپی دیسک (مانند رایانه آمستراد سی پی سی ۶۱۲۸) به جای گرداننده نوار کاست است. این سیستم در سال ۱۹۸۷ و با قیمت پایه ۲۴۹ پوند و پس از مدتی با قیمت ۱۹۹ پوند عرضه شد. این مدل تنها رایانه اسپکتروم بود که توانایی اجرای سیستم عامل «سی پی/ام» را بدون نیاز به سخت‌افزار اضافی داشت.
اسپکتروم +۳ دارای دو حافظه رام ۱۶ کیلوبایتی اضافه بود. اولی برای سازماندهی مجدد حافظه رام بخش دوم اسپکتروم ۱۲۸ و دومی نیز برای سیستم عامل مربوط به دیسک رایانه بود. این حافظه رام در واقع یک نسخه ویرایش شده از «پی سی دبلیو داس» آمستراد بود (کد دسترسی به دیسک که با استفاده از لوکواسکریپت نوشته شده بود) و +3DOS نامیده می‌شد. این دو حافظه اضافی ۱۶ کیلوبایتی رام به همراه دو حافظه رام ۱۶ کیلوبایتی اصلی، به صورت دو تراشه ۳۲ کیلوبایتی ساخته و بر روی سیستم قرار داشتند. برای اجرای سیستم عامل «سی پی/ام» (که نیاز به حافظه رم در پایین فضای آدرس دهی داشت)، گزینه bank-switching سیستم بهبود یافته بود و به حافظه رام دستگاه اجازه می‌داد تا ۱۶ کیلوبایت دیگر از حافظه رَ م را جهت استفاده «سی پی/ام» مورد استفاده قرار داده و به صورت صفحه ۱۶ کیلوبایتی به آن سوئیچ نماید.
تعدادی از تغییرات اساسی که باعث وجود ناسازگاری گردید:
- حذف تعدادی از خطوط توسعه کانکتور باس، که باعث مشکل در تعداد زیادی از دستگاه‌های خارجی شد از جمله مودم VTX5000 که البته با دستگاه FixIt قابل استفاده است.
- برای غیرفعال کردن هر دو حافظه رام، ROMCS دستگاه تبدیل به ۲ خط شده‌است.
- عملیات خواندن یک درگاه ورودی/خروجی که دیگر وجود ندارد، باعث اجرا نشدن بعضی از بازی‌ها بر روی این سیستم می‌گردد (مانند آرکانوید[پانویس ۳۹])
- زمان‌بندی حافظه تغییر کرده‌است، تعدادی از محل‌های نگهداری حافظه رم سیستم به دلیل تغییر در هنگام انجام افکت‌های سریع (برای مثال تغییر رنگ بالا) با مشکل مواجه می‌شوند.
- روتین‌های اسکن‌کننده صفحه کلید از حافظه رام برداشته شده‌اند.
- یک بایت از آدرس حافظه رام جابجا گشته‌است.

تعداد زیادی از بازی‌های قدیمی اسپکتروم 48K و تعداد اندکی از بازی‌های اسپکتروم 128K با این سیستم ناسازگار و غیرقابل اجرا هستند. اینترفیس شماره ۱ زد اکس به‌طور کامل و به دلیل تغییرات حافظه رام و کانکتور توسعه سیستم، با این رایانه ناسازگار است به همین دلیل اتصال و استفاده از دستگاه‌های میکرو درایو بر روی این سیستم غیرممکن است.
جعبه تأمین نیرو اسپکتروم +۳ همان ولتاژ دستگاه‌های اسپکتروم +2A و 2B+ را تولید می‌کند و به دلیل استفاده از کانکتور اتصال مشابه، در دستگاه‌های اسپکتروم +2A و 2B+ نیز قابل استفاده است. بر روی بدنه جعبه تأمین نیروی این سیستم کلمه "Sinclair +3" درج شده‌است.
در دسامبر سال ۱۹۹۰ میلادی شرکت آمستراد تولید اسپکتروم +۳ را متوقف کردند و دلیل آن را عرضه دوباره رایانه «آمستراد سی پی سی» عنوان کردند و احتمال دادند که وجود این مدل به موفقیت «سی پی سی» لطمه وارد می‌کند. طی برآوردها در آن زمان، حدود ۱۵٪ از کل اسپکتروم‌های فروخته شده شامل اسپکتروم +۳ می‌شد. تولید مدل +2B همچنان ادامه پیدا کرد به این دلیل که شرکت آمستراد اعتقاد داشت این مدل به عنوان رقیب دیگر رایانه‌های این شرکت نخواهد بود. تولید مدل +2B در نهایت در سال ۱۹۹۲ متوقف گردید.

### زد اکس اسپکتروم +2B و +3B
این دو رایانه در طراحی شبیه به دو رایانه Spectrum +2A و +۳ می‌باشند. اختلاف الکترونیکی بین آن‌ها در سیگنال خروجی صوتی است تا مشکل وقفه‌های ناخواسته صوتی حل گردد.
بر خلاف دو رایانه +2A و +۳، اسپکتروم‌های 2B و +3B از یک مادربورد مشترک استفاده نمی‌کنند. مادربورد سیستم +2B (با شماره فنی آمستراد Z70833) مدارهای کنترلی فلاپی دیسک را ندارد، ضمن اینکه مادربورد سیستم +3B (با شماره فنی آمستراد Z70835) نیز امکان اضافه کردن گرداننده کاست داخلی را ندارد.

## سیستم‌های همسان‌های اسپکتروم

### همسان‌های رسمی

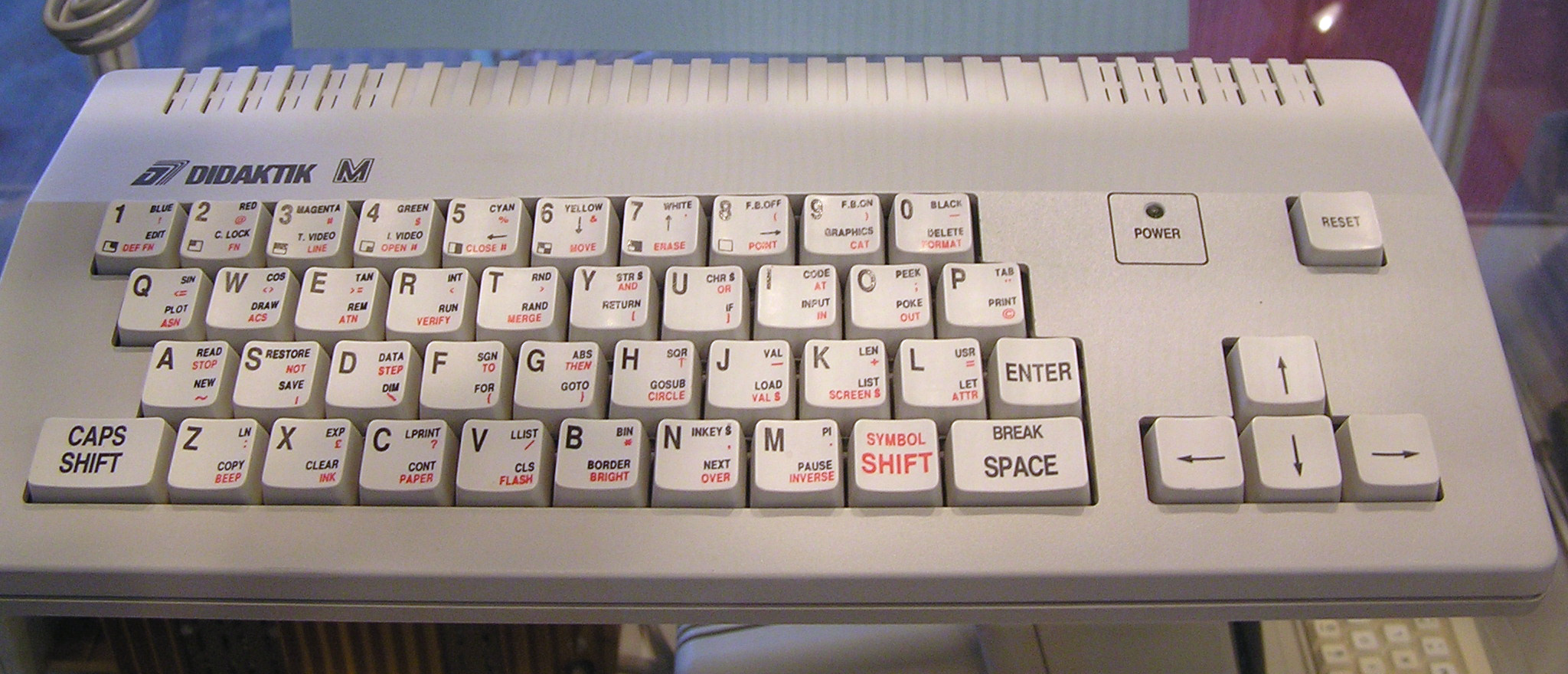
رایانه خانگی همسان اسپکتروم با نام Didaktik M

شرکت سینکلر اجازه استفاده از تکنولوژی و طراحی اسپکتروم را به شرکت «تایمکس کورپوریشن» در آمریکا واگذار کرد. یک مدل بهبود یافته از اسپکتروم با صوت، گرافیک و تغییرات بهتر در آمریکا به وسیله «تایمکس» و به نام «تایمکس سینکلر ۲۰۶۸» به بازار عرضه شد. این رایانه به‌طور زیادی با سیستم‌های شرکت سینکلر ناسازگار بود، با این حال تعدادی از نوآوری‌های تولید شده شرکت تایمکس، توسط شرکت تحقیقاتی سینکلر مورد قبول و حمایت واقع شد. یک پروژه ناکام با نام اسپکتروم قابل حمل پاندورا که دارای رزولوشن تصویری بالایی بود و یک نمایشگر صفحه تخت و میکرودرایو نیز داشت. بعد از اینکه شرکت آمستراد اقدام به خرید سینکلر نمود، «سر کلارک» حقوق تجاری «پروژه پاندورا» را نزد خود نگه داشت و پس از مدتی این پروژه در سال ۱۹۸۷ و با عنوان «کمبریج کامپیوتر زد۸۸» معرفی گردید.
در بریتانیا، شرکت «مایلز گوردون تکنولوژی» رایانه خانگی نسبتاً سازگار با اسپکتروم و با نام «سام کوپه» را به بازار عرضه کرد. اما در آن مقطع زمانی رایانه‌های کمودور آمیگا و آتاری اس تی بازار را گرفته بودند و در نهایت منجر به ناکامی و ورشکستگی شرکت «مایلز گوردون تکنولوژی» شدند.

### همسان‌های غیررسمی

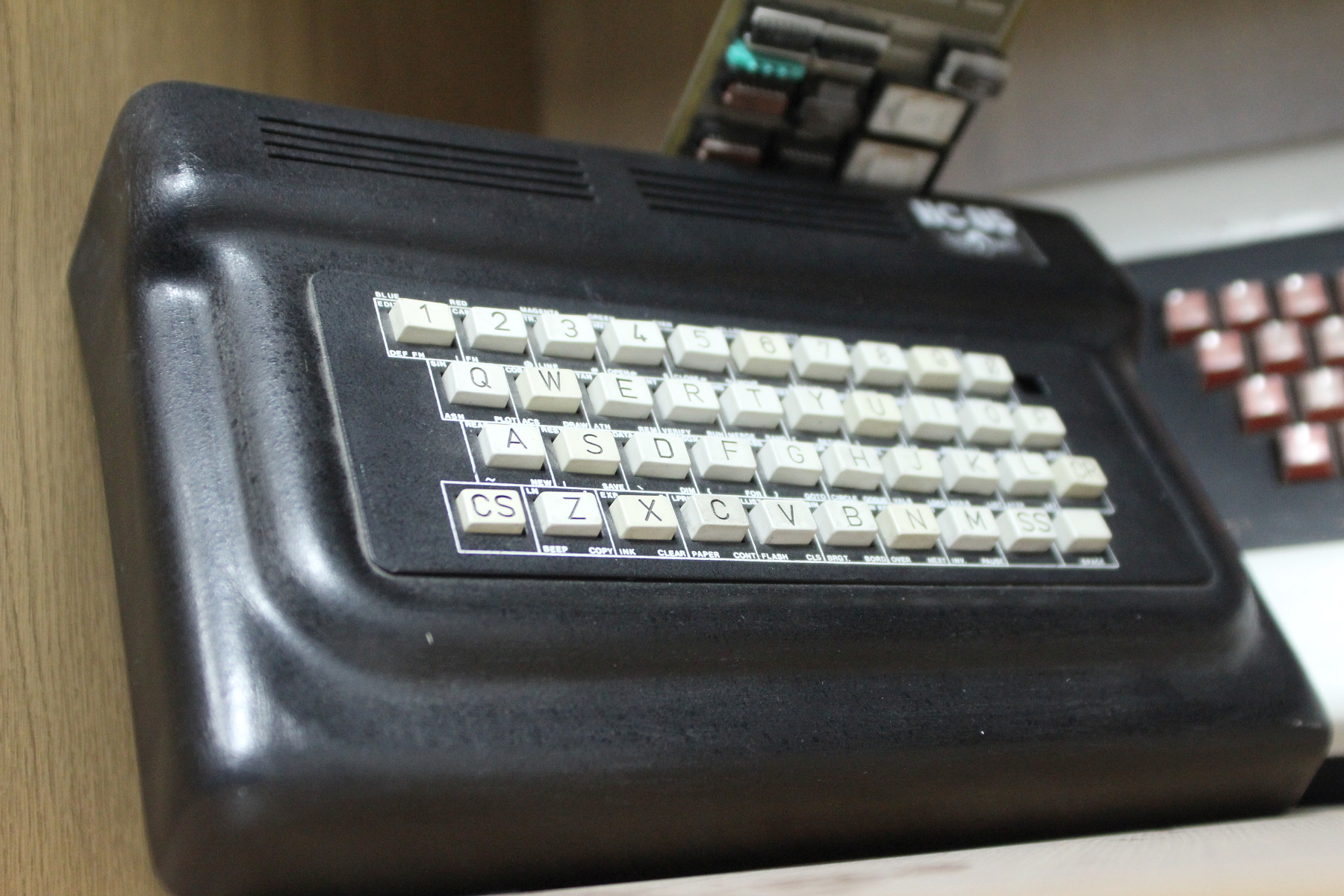
رایانه خانگی همسان غیررسمی اسپکتروم با نام HC85 که در رومانی تولید می‌شد

رایانه‌های همسان غیررسمی زیادی برای اسپکتروم تولید گردید، به خصوص در کشورهای بلوک شرق اروپا (برای مثال در رومانی مدل‌های Tim-S, HC85, HC91, Cobra, Junior, CIP, CIP 3, Jet تولید شدند که بعضی از آن‌ها شامل سیستم عامل «سی پی/ام» و یک فلاپی دیسک ۳٫۵ اینچ بودند) و در کشورهای آمریکای جنوبی (به عنوان مثال مدل‌های Microdigital TK90X و TK95). در اتحاد جماهیر شوروی، رایانه همسان اسپکتروم به‌طور غیررسمی در بسیاری از مغازه‌های کوچک اسمبل شده و عرضه می‌شد. طبق برآوردها حدود ۵۰ مدل دستگاه همسان اسپکتروم وجود دارد که تعدادی از آن‌ها هنوز هم تولید می‌شود (مانند پنتاگون و اِی تی ام توربو). در هندوستان شرکت «دسی بلز الکترونیکز» یک مدل اسپکتروم+ با اجازه رسمی در سال ۱۹۸۶ معرفی کرد. این محصول با عنوان "db Spectrum+" تا سال ۱۹۹۰ در بازار هند در حدود چندین هزار دستگاه به فروش رفت.
یک مدل اسپکتروم دوباره طراحی شده و مدرن نیز با نام «زد اکس اسپکتروم وگا» و به صورت یک کنسول بازی توسط «سر کلایو سینکلر» در سال ۲۰۱۴ معرفی گردید.

## لوازم جانبی
تعداد زیادی لوازم جانبی توسط شرکت سینکلر به بازار عرضه شد. «چاپگر زد اکس» که در بازار حاضر بود از طریق شیار توسعه باس اسپکتروم قابلیت سازگاری با رایانه ZX81 را نیز داشت.
یک وسیله جانبی با نام «زد اکس اینترفیس ۱» با ۸ کیلوبایت حافظه رام، یک درگاه RS-232 سریال، یک رابط کاربری شبکه (به نام ZX Net) و یک اینترفیس جهت اتصال به حداکثر هشت دستگاه «زد اکس میکرودرایو» در سال ۱۹۸۳ در بریتانیا عرضه شد. این دستگاه بعد از مدتی بر روی رایانه Sinclair QL نیز عرضه شد (فورمت ذخیره‌سازی این دستگاه از نظر الکتریکی سازگار ولی از نظر عملی با رایانه‌های اسپکتروم ناسازگاری داشت) شرکت سینکلر بعد از مدتی «زد اکس اینترفیس ۲» را به اضافه دو عدد درگاه برای جوی استیک و یک درگاه جهت اتصال کارتریج، به بازار عرضه کرد.
دستگاه‌های جانبی زیادی توسط شرکت‌های «third-party» نیز برای اسپکتروم عرضه شدند. شناخته شده‌ترین این وسایل شامل اینترفیس جوی استیک «کمپستون»، اینترفیس درگاه RS-232 جهت پرینتر توسط شرکت «سنترونیکس»، دستگاه ترکیب‌کننده صوتی Currah Microspeech, دیجیتایزر «ویدئو فِیس»، پک حافظه رم و… می‌باشند.

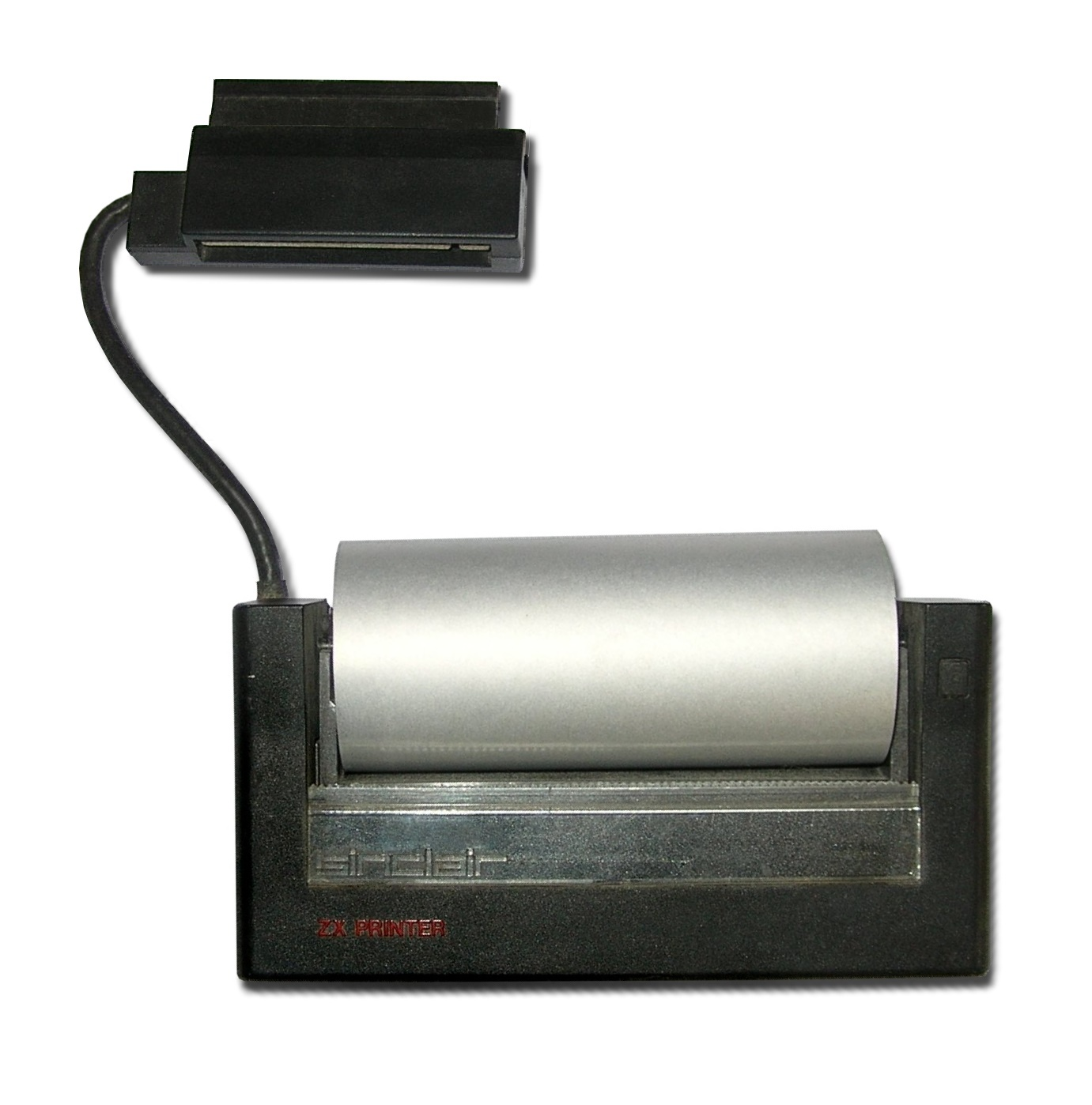
چاپگر زد اکس
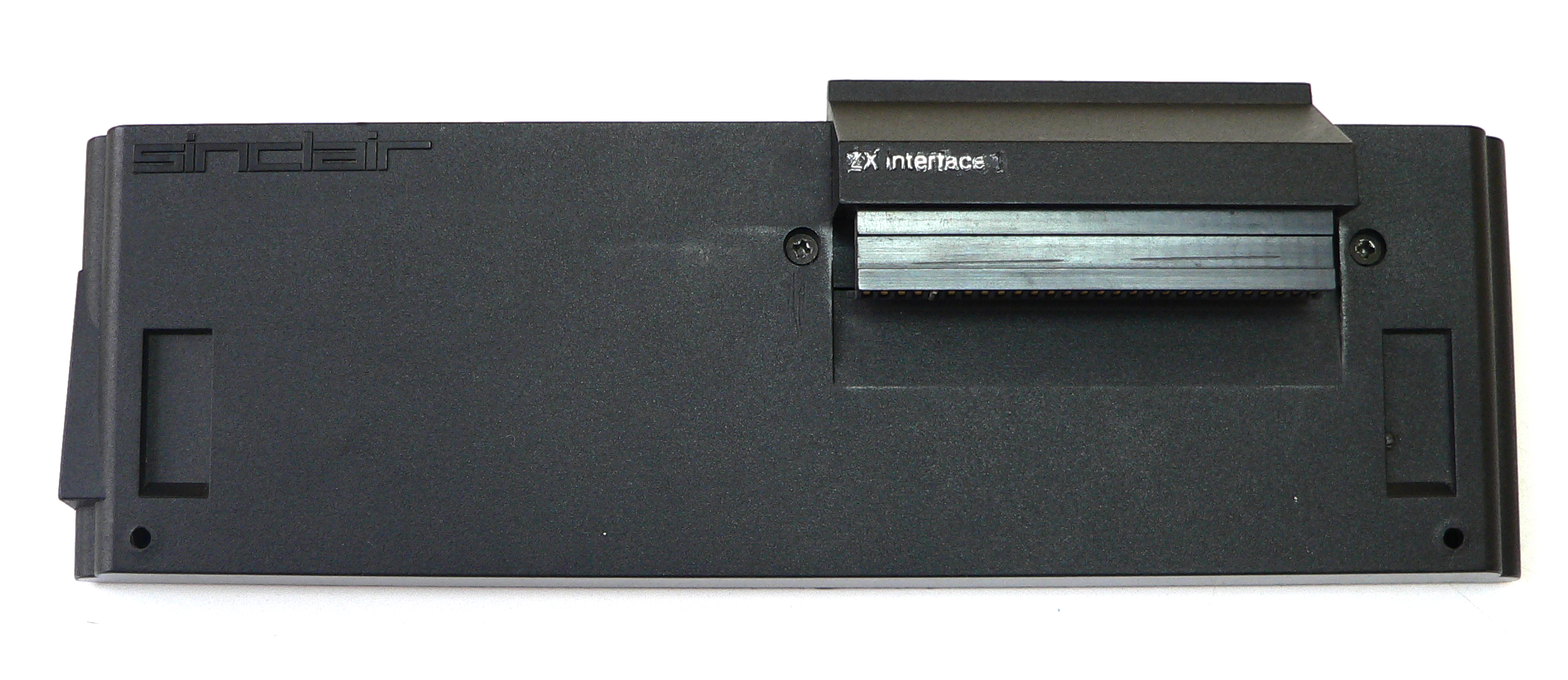
زد اکس اینترفیس ۱
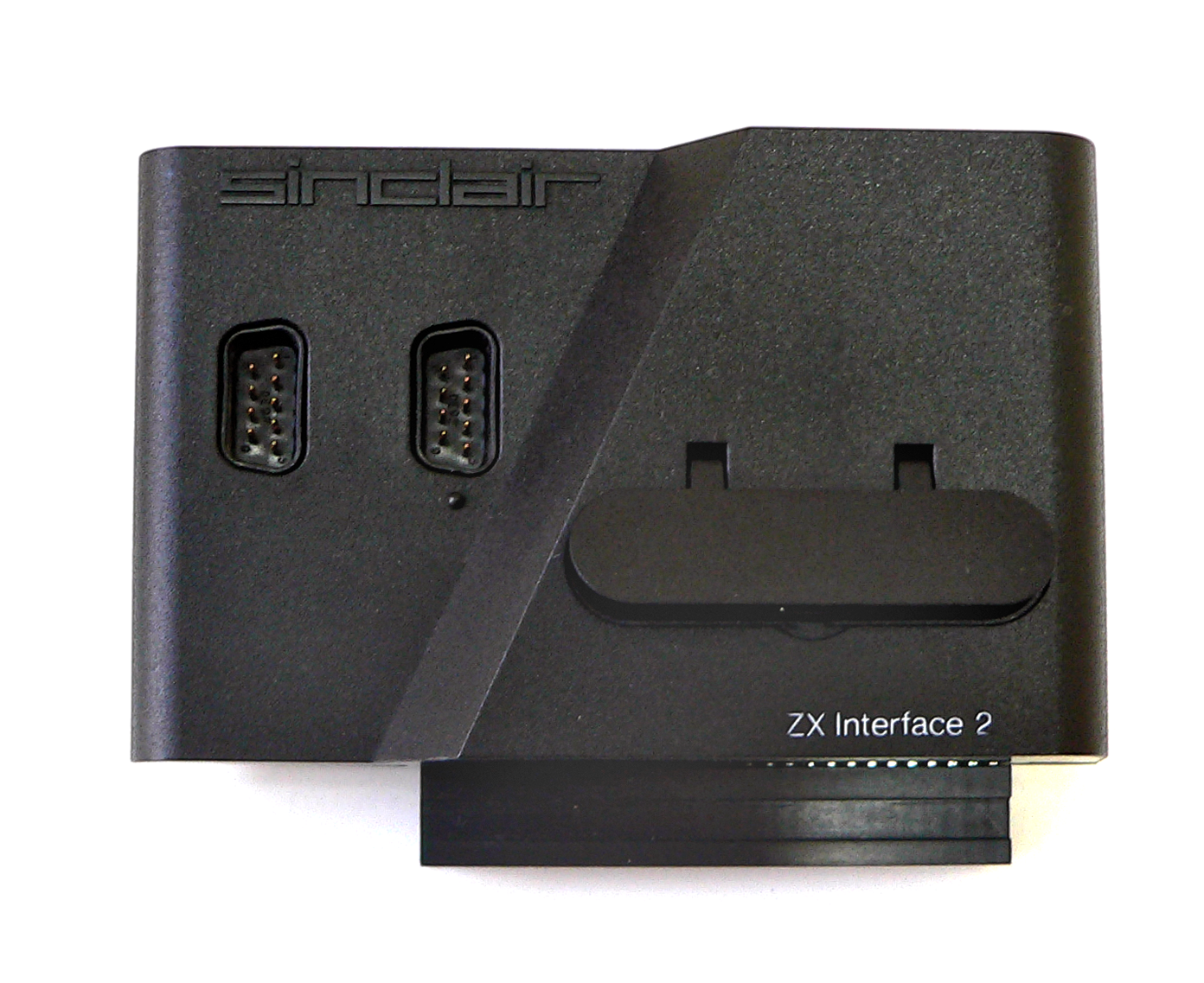
زد اکس اینترفیس ۲
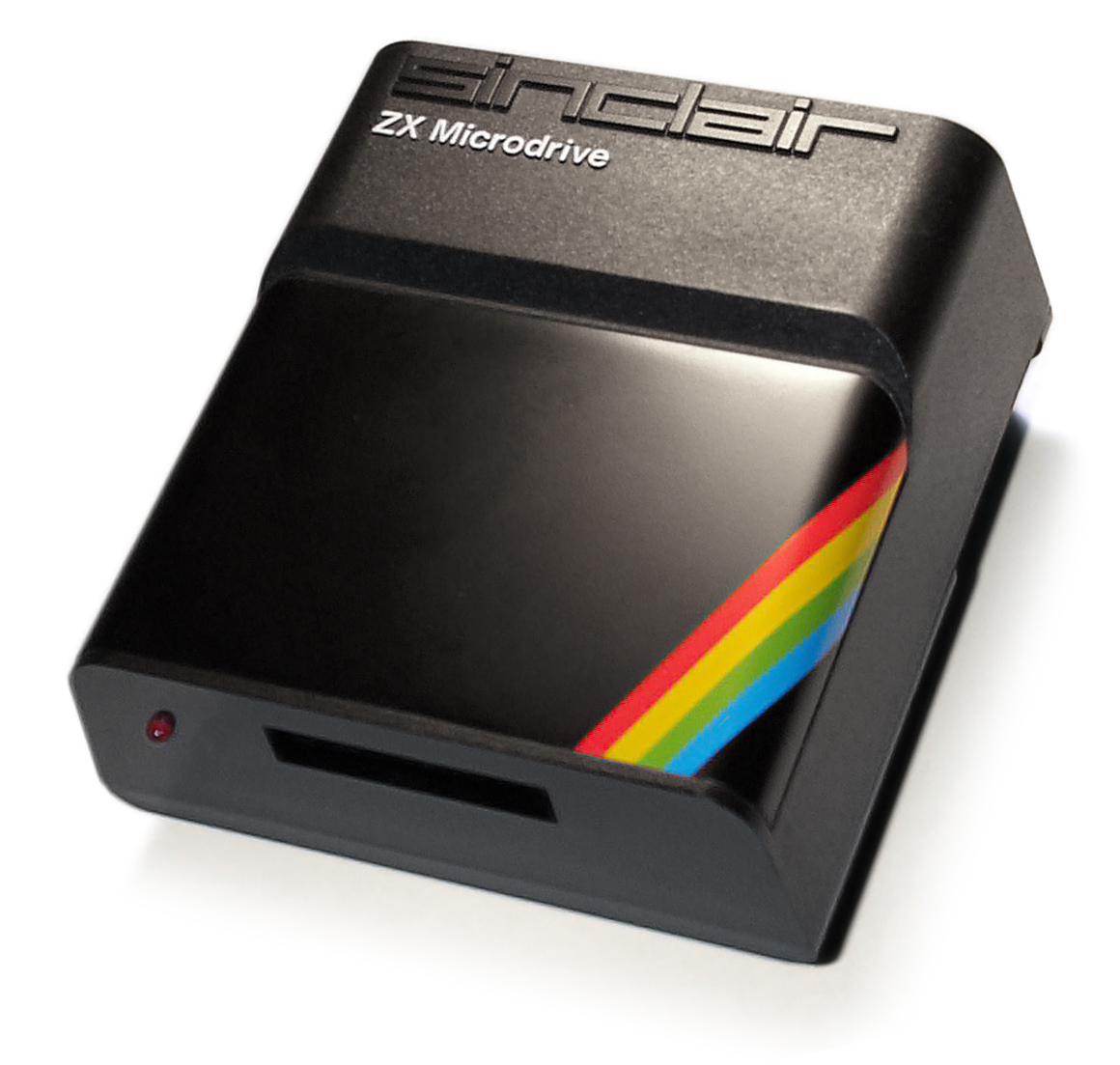
زد اکس میکرودرایو
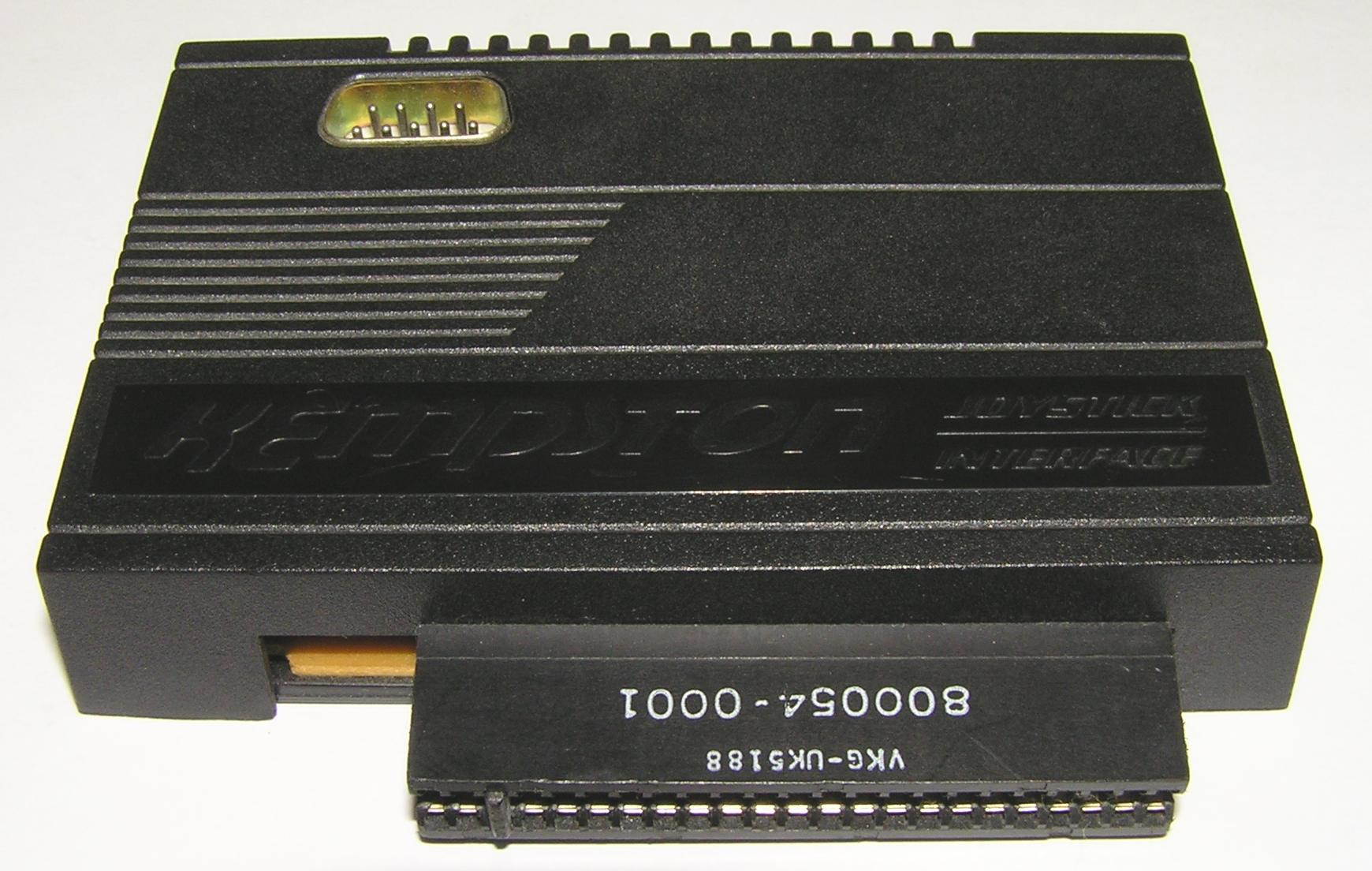
اینترفیس جوی استیک «کمپستون»

تعداد زیادی اینترفیس گرداننده دیسک شامل: «ابی دال دیزاینرز»/ «واتفورد الکترونیکز» (SPDOS)، «ابی دال دیزاینرز» / «کِمپستون» (KDOS) و «اوپوس دیسکاوری» برای اسپکتروم وجود دارند. رابط‌های SPDOS و KDOS برای اولین بار همراه با یک مجموعه نرم‌افزاری اداری به بازار عرضه شدند (این مجموعه نرم‌افزاری شامل ویرایشگر متن «تاسورد»، دیتابیس «مستر فایل» و صفحه گسترده «اومنی کالک» است). مشهورترین سیستم‌های فلاپی دیسک (به استثناء اروپای شرقی) مدل‌های DISCiPLE و +D بودند که هردو توسط شرکت «مایلز گوردون تکنولوژی» در ۱۹۸۷ و ۱۹۸۸ عرضه شدند. هر دو سیستم قادر بودند یک ایمیج از حافظه را بر روی دیسک و به صورت snapshots ذخیره کنند که بعداً بتوان با بازیابی آن به وضعیت قبلی حافظه رجوع کرد. در ضمن هردو سیستم با ساختار دستوری «میکرودرایو» جهت پورت نمودن ساده‌تر نرم‌افزارها، سازگاری داشتند.
در اواسط دهه ۸۰ میلادی، شرکت «تله مپ گروپ» یک سرویس پولی راه‌اندازی کرد که به کاربران اسپکتروم اجازه می‌داد به وسیله رایانه‌هایشان و از طریق مودم VTX5000 به یک سرویس viewdata به نام «میکرونت ۸۰۰» متصل شوند. این سرویس توسط شرکت بریتانیایی «پرستل» میزبانی می‌شد و اخبار و اطلاعات در مورد ریز کامپیوترها را در اختیار کاربران خود قرار می‌داد. این سرویس همچنین نوع خاصی از سیستم پیام رسانی و خرید آنلاین را پشتیبانی می‌کرد.

## نرم‌افزار
تا تاریخ ژوئیه ۲۰۱۲ تعدادی بالغ بر ۲۴۰۰۰ عنوان نرم‌افزار برای سری رایانه‌های اسپکتروم تولید و منتشر شده‌است. اغلب این عناوین شامل بازی‌های رایانه‌ای هستند، اما در میان آن‌ها نرم‌افزارهای ویرایش زبان‌های برنامه‌نویسی، دیتابیس (به‌طور مثال: VU-File)، واژه‌پرداز (تاسورد ۲)، نرم‌افزارهای صفحه گسترده (VU-Calc)، ابزارهای نقاشی و رسم (او سی پی آرت استودیو)
و حتی برنام‌های مدلسازی سه بعدی (VU-3D) و نرم‌افزار باستان‌شناسی نیز وجود دارند.
مدل‌های اولیه اسپکتروم با وجود نداشتن ورودی جوی استیک و دارا بودن مولد صوتی داخلی و وجود محدودیت رنگ (که مناسب نمایش متن بودند)، تبدیل به یک پلتفرم موفق در زمینه بازی‌های رایانه شده بودند. محدودیت‌های سخت‌افزاری اسپکتروم باعث ایجاد روش‌های خاص در تولید بازی از طرف سازندگان و طراحان بازی شد.
یک برنامه شبیه‌سازی به Evolution برای اسپکتروم منتشر شد که در بین کاربران به «روباه‌ها و خرگوش‌ها» معروف گردید. اساس کار این نرم‌افزار بسیار ساده بود. گروه کوچکی خرگوش وجود داشت که برای تغذیه روباه‌های داخل برنامه ناکافی بود، این مسئله باعث کاهش جمعیت روباه‌ها می‌شد و در طرف مقابل مجدداً باعث افزایش جمعیت خرگوش‌ها، و این چرخه همچنان ادامه پیدا می‌کرد. کاربر در ابتدا تعداد خاصی برای روباه‌ها و خرگوش‌ها تعیین می‌کرد و سپس به تماشای گراف مربوط به افول و ازدیاد آمار جمعیت خرگوش‌ها و روباه‌ها می‌نشست و در هر زمان می‌توانست نرم‌افزار شبیه‌ساز را متوقف و آن را بر روی نوار کاست صوتی ذخیره نماید. عمل ذخیره با فشردن دکمه Record بر روی دستگاه «ضبط کننده نوار کاست» که به اسپکتروم متصل بود، انجام می‌گرفت و در هر زمان که می‌خواست می‌توانست از همان نقطه ذخیره شده، نرم‌افزار شبیه‌ساز را بازیابی کند.
بر طبق نظر شماره ۹۰ مجله بریتانیایی «گیم مستر»، ده بازی برتر منتشر شده برای اسپکتروم شامل بازی‌های: Head Over Heels, Jet Set Willy, Skool Daze, Renegade, R-Type, Knight Lore, Dizzy, The Hobbit, Way Of The Exploding Fist, و Match Day 2 می‌باشند.

### توزیع نرم‌افزار
اغلب نرم‌افزارهای اسپکتروم بر روی نوار کاست صوتی منتشر شدند. اسپکتروم طوری تهیه شده بود که بتواند از دستگاه‌های ضبط‌کننده کاست خانگی استفاده کند. علی‌رغم اختلاف در تولیدات صوتی، سرعت بارگذاری برنامه‌ها از روی نوار کاست قابل اعتماد و مطمئن بود (هر چند در مقایسه با استانداردهای امروزی کند بودند).
با وجود بازتاب مثبت «زد اکس میکرودرایو»، این وسیله هرگز نتوانست به عنوان استانداردی برای توزیع نرم‌افزارهای اسپکتروم دربیاید و علت آن هم نگرانی از کیفیت کارتریج‌ها و مسایل مربوط به کپی غیرقانونی بود. فقط تعداد محدودی از نرم‌افزارها (مانند نرم‌افزار واژه پرداز «تاسورد» و نرم‌افزار کپی نوار کاست به میکرودرایو با نام ترانس اکسپرس) بر روی میکرودرایو منتشر شدند و هیچ بازی برای آن توزیع نگردید.
پس از عرضه «اینترفیس ۲» و با وجود محبوبیت آن، به دلیل بهای بالای کارتریج‌ها، تعداد بسیار اندکی از عناوین اسپکتروم بر روی این فورمت توزیع گردیدند.
علی‌رغم محبوبیت سیستم‌های DISCiPLE و +D، اغلب نرم‌افزارهای منتشر شده برای آن‌ها، نرم‌افزارهای کاربردی بودند. رایانه اسپکتروم +۳ به علت داشتن گرداننده فلاپی دیسک در زمینه توزیع نرم‌افزار موفقیت بیشتری به دست آورد و بیش از ۷۰۰ عنوان بر روی فلاپی دیسک‌های ۳٫۵ اینچی از تاریخ ۱۹۸۷ الی ۱۹۹۷ منتشر گردید.
تعدادی از نرم‌افزارها هم از طریق رسانه‌های چاپی مانند مجله و کتاب‌ها توزیع شدند. کاربر می‌توانست لیست برنامه‌های بیسیک را به صورت دستی وارد اسپکتروم نموده، اجرا کرده و سپس آن را برای استفاده‌ای بعدی بر روی نوار کاست ذخیره نماید. توزیع نرم‌افزار به این روش یکی از ساده‌ترین روش‌های موجود بود هرچند نتیجه آن از نظر سرعت بسیار آهسته‌تر از روش برنامه‌نویسی اسمبلی از کار درمی‌آمد. بعضی از لیست‌های چاپ شده در مجله‌ها، بسیار طولانی و دارای رقم‌های زیادی به صورت الگوریتم‌های چک‌سام هگزادسیمال بود که در واقع نوعی کدنویسی زبان ماشین در قالب برنامه‌های قابل فهم بیسیک و حاوی ابزار کاربردی یا بازی بودند.
روش دیگر توزیع نرم‌افزار عبارت بود از جریانی از صوت از یک نوار کاست به رسانه دیگری که کاربر می‌توانست شخصاً اقدام به ذخیره آن بر روی نوار کاست بکند. در بسیاری از کشورهای اروپایی این روش به این صورت بود که اطلاعات (به‌طور مثال برنامه‌ها) در شبکه رادیویی یا تلویزیونی میزبانی می‌شد و کاربران می‌توانستند با اتصال دستگاه «ضبط کننده کاست» خود و از طریق امواج، اقدام به دریافت برنامه‌ها به صورت فورمت صوتی نمایند. بعضی از مجله‌ها اقدام به توزیع برنامه‌ها بر روی دیسک‌های موسوم به «فلاپی رام»، «فلکسی سافت» و «دیسکو فلکس» می‌کردند (در واقع نوعی دیسک ۷ اینچی که با سرعت ۳۳⅓ دور در دقیقه ضبط شده بودند) و مدل‌های مختلفی مانند دیسک‌های گرامافون را شامل می‌شدند.

### کپی و پشتیبان گیری

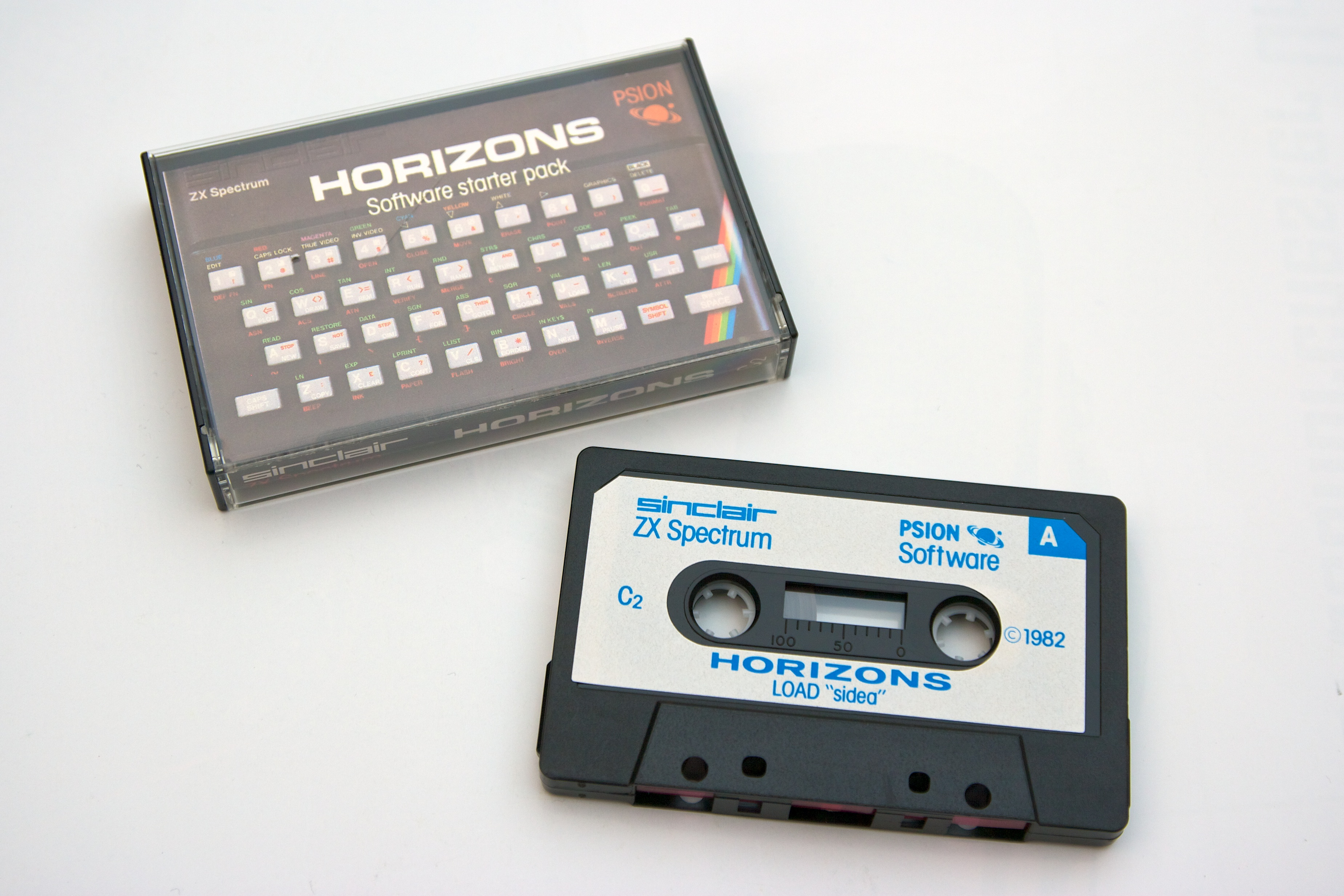
نرم‌افزارهای اسپکتروم بر روی نوارهای کاست صوتی منتشر می‌شدند

بسیاری از برنامه‌های کپی‌کننده (نرم‌افزارهای کپی از یک نوار کاست صوتی به نوار دیگر)، نوارهای میکرودرایو و دیسک‌ها برای استفاده در اسپکتروم در دسترس بودند. به همین دلیل تولیدکنندگان برای نرم‌افزارهایشان از «ابزارهای محافظت از کپی» استفاده می‌کردند از جمله می‌توان به ترفندهای مختلف در هنگام بارگذاری نرم‌افزار اشاره کرد. روش‌های دیگری نیز برای محافظت از کپی غیرقانونی نرم‌افزارها وجود داشت، از جمله طرح سؤال از بخش‌های معینی از دفترچه راهنمای نرم‌افزار، یا روش‌های فیزیکی مانند تولید قطعه سخت‌افزاری به نام «Lenslok» توسط شرکت Elite یا استفاده از نمودارهای رنگی به صورت کد شده (مانند بازی «Jet Set Willy»). سخت‌افزار مخصوصی به نام Multiface توسط شرکت «رومانتیک روبوت» طراحی شده بود که قادر بود مقدار مشخصی از حافظه رم اسپکتروم را با فشار یک کلید در دیسک یا نوار کاست ذخیره نماید، این روش از کپی غیرقانونی نرم‌افزار جلوگیری می‌کرد.
اغلب نرم‌افزارهای اسپکتروم در طی چند سال اخیر به صورت مدیاهای رایج، تبدیل و آماده برای دانلود شده‌اند. یکی از معروفترین برنامه‌های تبدیل فایل‌های اسپکتروم از نوار کاست، برنامه Taper است که اجازه اتصال دستگاه پخش‌کننده نوار کاست را از طریق ورودی کارت صدا به رایانه‌های امروزی می‌دهد. نرم‌افزارهای تبدیل شده می‌توانند توسط برنامه‌های شبیه‌ساز اسپکتروم بر روی پلتفرم‌های مختلف اجرا شوند.
بزرگترین آرشیو نرم‌افزارهای آنلاین اسپکتروم متعلق به «دنیای اسپکتروم» با بیش از ۲۱۰۰۰ عنوان است. از نظر جنبه‌های قانونی و به دلیل وجود نرم‌افزارهای دارای حق کپی رایت، هنوز این روش جای شک و تردید زیادی دارد. البته تعدادی از نرم‌افزارها و بازی‌های موجود با اجازه رسمی و جهت نگهداری به عنوان آرشیو در آنجا نگهداری می‌شوند.

### اجماع رسانه‌ای
اسپکتروم اجتماع قدرتمندی در سال‌های اولیه برای طرفدارانش ارائه می‌داد، مجله‌های اختصاصی زیادی برای اسپکتروم منتشر شدند، از جمله: «Sinclair User» سال ۱۹۸۲، «Your Spectrum» در ۱۹۸۳ (در سال ۱۹۸۶ با نام جدید Your Sinclair)و مجله CRASH در سال ۱۹۸۴. محتوای اکثر آن‌ها در اوایل سال‌های انتشار شامل آموزش‌های کدنویسی و برنامه‌نویسی برای کاربران بود، ولی بعد از مدتی تغییر رویه داده و اغلب آن‌ها در مورد بازی‌های اسپکتروم مطلب منتشر می‌کردند. بسیاری از مجله‌های کامپیوتری غیر تخصصی آن دوران نیز کم یا زیاد در مورد اسپکتروم مطالبی را منتشر می‌کردند. مجلات مورد اشاره شامل Computer Gamer, مجله بازی‌های کامپیوتری و ویدئویی، Computing Today, Popular Computing Weekly, Your Computer و The Games Machine می‌شدند.
رایانه‌های اسپکتروم در بین طرفداران خود به صورت اختصار به Speccy مشهور بود.
بیش از ۸۰ مجله الکترونیکی در مورد اسپکتروم و در کشورهای مختلف وجود داشت، ازجمله AlchNews (بریتانیا), ZX-Format (روسیه), Adventurer (روسیه) و Spectrofon (روسیه) را می‌توان نام برد.

## بازتاب‌ها
مجله «بایت» در تاریخ ۱۹۸۳ میلادی در مورد جذابیت‌های قیمت پایین (۱۲۵ پوند برای مشتریان بریتانیایی) اسپکتروم نوشت: «دستگاه امیدوار کننده» و البته اقدام به انتقاد از کیفیت صفحه کلید آن کرد: «ارزان یا گران بودن مهم نیست… هیچ چیزی نمی‌تواند کیفیت پایین آن را توجیه کند… با تمام احترام، اما طراحی آن بسیار ضعیف است.» منتقد این مجله در مورد جذابیت این رایانه برای مشتریان آمریکایی (به دلیل قیمت ۲۲۰ دلاری آن در ایالات متحده) اظهار شک و تردید کرد و نوشت: «رقابت بین این رایانه و سیستم‌های آمریکایی ارزان‌تر، بسیار سخت است» و البته اظهار امیدواری کرد که «تایمکس» (عرضه‌کننده اسپکتروم در آمریکا)، این سیستم را با قیمت ۱۲۵ الی ۱۵۰ دلار در آمریکا عرضه نماید.

## میراث اسپکتروم
در ۲۳ آوریل ۲۰۱۲، گوگل به مناسبت روز جهانی «سنت جورج» و سی‌امین سالگرد تولد اسپکتروم، لوگوی خود را به شکلی طراحی کرد که در آن «سنت جورج» در حال جنگ با یک اژدها به سبک صفحه لودینگ اسپکتروم بود.
در ژانویه ۲۰۱۴ شرکت «الیت سیستمز» (تولیدکننده تعداد زیادی از نرم‌افزارهای اسپکتروم در دهه ۸۰ میلادی) اعلام کرد که در حال ساخت یک صفحه کلید بلوتوث با شکل و شمایل صفحه کلید اسپکتروم است که می‌توان آن را به دستگاه‌های موبایل (مانند آیپد) متصل نمود. شرکت «الیت سیستمز» به این منظور تصمیم گرفت بودجه ساخت این صفحه کلید را از طریق سرمایه‌گذاری جمعی جمع‌آوری کند، ضمن اینکه قصد دارد آن را کاملاً سازگار با بازی‌های موجود در آی‌تیونز و گوگل پلی نماید. «الیت سیستمز» در پی شکایت تعدادی از صاحبان نرم‌افزارهای اسپکتروم اورجینال، مجموعه نرم‌افزاری خود را بر روی اسپکتروم جمع‌آوری نمود. در همان سال «رترو کامپیوترز» خبری منتشر کرد مبنی بر ساخت یک کنسول بازی ۱۰۰ پوندی با نام «سینکلر زد اکس اسپکتروم وگا» که بودجه آن به روش «سرمایه‌گذاری جمعی» توسط علاقه‌مندان جمع خواهد شد و کاملاً مورد تأیید «سر کلایو سینکلر» نیز است. همچنین اعلام شد که این کنسول بدون صفحه کلید کامل اسپکتروم و در ظرفیت محدود تولید خواهد شد.

## همسنگ‌های انگلیسی
1. ↑  Clive Sinclair
2. ↑  ZX81 Colour
3. ↑  ZX82
4. ↑  knighthood
5. ↑  services to British industry
6. ↑  Richard Altwasser
7. ↑  Rick Dickinson
8. ↑  RF modulator
9. ↑  ZX Spectrum character set
10. ↑  pixel bitmap
11. ↑  attribute
12. ↑  flag
13. ↑  edge connector
14. ↑  Steve Vickers
15. ↑  Nine Tiles Ltd.
16. ↑  BASIC keywords
17. ↑  Sinclair BASIC
18. ↑  keyboard decoding
19. ↑  television raster generator
20. ↑  dead cockroach
21. ↑  configure
22. ↑  third party
23. ↑  expansion slot
24. ↑  Issue 1
25. ↑  tape recorder
26. ↑  ZX Spectrum+
27. ↑  reset button
28. ↑  Derby
29. ↑  Investrónica
30. ↑  keypad
31. ↑  RAM disk
32. ↑  Amstrad
33. ↑  Datacorder
34. ↑  Amstrad CPC 464
35. ↑  power supply
36. ↑  CP/M
37. ↑  PCWDOS
38. ↑  LocoScript
39. ↑  Arkanoid
40. ↑  Timex Corporation
41. ↑  Pandora portable Spectrum
42. ↑  Cambridge Computer Z88
43. ↑  Miles Gordon Technology
44. ↑  SAM Coupé
45. ↑  Pentagon
46. ↑  ATM Turbo
47. ↑  Decibells Electronics
48. ↑  ZX Printer
49. ↑  ZX Interface 1
50. ↑  ZX Microdrive
51. ↑  Kempston joystick interface
52. ↑  Centronics
53. ↑  Videoface Digitiser
54. ↑  Abbeydale Designers
55. ↑  Opus Discovery
56. ↑  Tasword Word Processor
57. ↑  Masterfile database
58. ↑  Omnicalc spreadsheet
59. ↑  Telemap Group Ltd
60. ↑  Micronet 800
61. ↑  Prestel
62. ↑  OCP Art Studio
63. ↑  GamesMaster
64. ↑  Trans Express
65. ↑  Floppy ROM
66. ↑  Flexisoft
67. ↑  Discoflex
68. ↑  copy protection
69. ↑  Romantic Robot
70. ↑  Byte magazine
71. ↑  Elite Systems
72. ↑  Retro Computers
73. ↑  Sinclair ZX Spectrum Vega